# Neamblysomus gunningi
Neamblysomus gunningi is een zoogdier uit de familie van de goudmollen (Chrysochloridae). De wetenschappelijke naam van de soort werd voor het eerst geldig gepubliceerd door Robert Broom in 1908.

## Voorkomen
De soort komt voor in noordoostelijk Zuid-Afrika, in het extreme noorden van de Drakensbergen in de provincie Limpopo.